# 1699
1699 (MDCXCIX) a fost un an obișnuit al calendarului gregorian, care a început într-o zi de marți.

## Evenimente
- 26 ianuarie: Pacea de la Karlowitz deschide ofensiva politicii austriece în Balcani.

## Nașteri
- 25 martie: Johann Adolph Hasse, compozitor german (d. 1783)
- 30 noiembrie: Christian al VI-lea, rege al Danemarcei și Norvegiei (d. 1746)
- 8 decembrie: Maria Josepha de Austria, soția regelui Augustus al III-lea al Poloniei (d. 1757)

## Decese
- 25 august: Christian al V-lea al Danemarcei și al Norvegiei, 53 ani (n. 1646)